# Jacques Audiard
Jacques Audiard (Parigi, 30 aprile 1952) è uno sceneggiatore e regista francese.
Ha vinto i maggiori premi assegnati al Festival di Cannes, ossia la Palma d'oro per Dheepan - Una nuova vita, il Grand Prix Speciale della Giuria per Il profeta, il premio Premio della Giuria per Emilia Pérez e il Prix du scénario per Un héros très discret. Ha inoltre vinto 4 Premi César e per il film Il profeta si è aggiudicato un Premio BAFTA e un National Board of Review, ricevendo inoltre la candidatura all'Oscar al miglior film straniero.

## Biografia
Figlio del regista e sceneggiatore Michel Audiard e di Marie-Christine Guibert, dopo aver abbandonato gli studi di Lettere entra nel mondo del cinema come montatore. All'inizio degli anni ottanta si dedica alla sceneggiatura, collaborando fra l'altro con il padre per il film Mia dolce assassina (1983), diretto da Claude Miller.
Esordisce alla regia nel 1994 con il noir Regarde les hommes tomber, tratto dal romanzo Triangle di Teri White e interpretato da Jean-Louis Trintignant, Mathieu Kassovitz e Jean Yanne. Presentato nella Settimana internazionale della critica del 47º Festival di Cannes, il film conquista tre Premi César, fra cui quello per la migliore opera prima. La sua opera seconda, Un héros très discret (1996), di nuovo con Trintignant e Kassovitz, viene presentata in concorso al 49º Festival di Cannes, dove riceve il premio per la miglior sceneggiatura.
Nel 2001 realizza Sulle mie labbra, con Emmanuelle Devos e Vincent Cassel, candidato a nove Premi César, tra cui miglior film e miglior regista, e vincitore di tre premi (migliore attrice, miglior sceneggiatura e miglior sonoro). Il suo quarto film, Tutti i battiti del mio cuore (2005), con Romain Duris, remake del film statunitense Rapsodia per un killer di James Toback, viene presentato in concorso al Festival di Berlino, dove riceve un Orso d'argento per la colonna sonora, e trionfa ai Premi César, vincendo otto premi (su dieci candidature), tra cui quelli per il miglior film e il miglior regista.
La definitiva consacrazione arriva con Il profeta (2009), vincitore del Grand Prix Speciale della Giuria del 62º Festival di Cannes e di nove Premi César, nonché candidato all'Oscar al miglior film straniero. In occasione del 67º Festival di Cannes ha tenuto una masterclass aperta al pubblico durante la quale ha parlato della sua idea di cinema e del lavoro del regista. Nel 2015 vince la Palma d'oro al 68º Festival di Cannes con il film Dheepan - Una nuova vita.

### Vita privata
È stato sposato con la regista Marion Vernoux, dalla quale ha avuto tre figli.

## Filmografia

### Regista
- Regarde les hommes tomber (1994)
- Un héros très discret (1996)
- Sulle mie labbra (Sur mes lèvres) (2001)
- Tutti i battiti del mio cuore (De battre mon cœur s'est arrêté) (2005)
- Il profeta (Un prophète) (2009)
- Un sapore di ruggine e ossa (De rouille et d'os) (2012)
- Dheepan - Una nuova vita (Dheepan) (2015)
- I fratelli Sisters (The Sisters Brothers) (2018)
- Parigi, 13Arr. (Les Olympiades) (2021)
- Emilia Pérez (2024)

### Sceneggiatore
- Bons baisers... à lundi, regia di Michel Audiard (1974)
- Joss il professionista (Le Professionnel), regia di Georges Lautner (1981)
- Mia dolce assassina (Mortelle Randonnée), regia di Claude Miller (1983)
- Réveillon chez Bob, regia di Denys Granier-Deferre (1984)
- Sac de nœuds, regia di Josiane Balasko (1985)
- Saxo, regia di Ariel Zeitoun (1987)
- Poussière d'ange, regia di Édouard Niermans (1987)
- Fréquence meurtre, regia di Elisabeth Rappeneau (1988)
- Baxter, regia di Jérôme Boivin (1989)
- Australia, regia di Jean-Jacques Andrien (1989)
- Swing troubadour, regia di Bruno Bayen (1991)
- Confessions d'un Barjo, regia di Jérôme Boivin (1992)
- Il sosia (Grosse Fatigue), regia di Michel Blanc (1994)
- Regarde les hommes tomber (1994)
- Un héros très discret (1996)
- Norme française – cortometraggio (1998)
- Sciampiste & Co. (Vénus beauté (Institut)), regia di Tonie Marshall (1999)
- Sulle mie labbra (Sur mes lèvres) (2001)
- Tutti i battiti del mio cuore (De battre mon cœur s'est arrêté) (2005)
- Il profeta (Un prophète) (2009)
- Un sapore di ruggine e ossa (De rouille et d'os) (2012)
- Dheepan - Una nuova vita (Dheepan) (2015)
- I fratelli Sisters (The Sisters Brothers) (2018)
- Parigi, 13Arr. (2021)
- Emilia Pérez (2024)

### Attore
- Sergio Leone - L'italiano che inventò l'America, regia di Francesco Zippel (2022)

### Cortometraggi
- Norme française – cortometraggio (1998)

## Riconoscimenti
- Festival di Cannes
  - 1994 – In concorso per la Palma d'oro con Regarde les hommes tomber
  - 1994 – Prix du scénario per Regarde les hommes tomber
  - 1996 – In concorso per la Palma d'oro con Un hèros tres discret
  - 1996 – Prix du scénario per Un héros très discret
  - 2009 – In concorso per la Palma d'oro con Il profeta
  - 2009 – Grand Prix Speciale della Giuria per Il profeta
  - 2015 – Palma d'oro per Dheepan - Una nuova vita
  - 2021 – In concorso per la Palma d'oro per Parigi, 13Arr.
  - 2024 – In concorso per la Palma d'oro per Emilia Pérez
  - 2024 – Premio della giuria per Emilia Pérez
- Mostra del Cinema di Venezia
  - 2018 – In concorso per il Leone d'oro per I fratelli Sisters
  - 2018 – Leone d'argento - Premio speciale per la regia per I fratelli Sisters
- Premio Oscar
  - 2025 – Candidatura per il miglior film per Emilia Pérez
  - 2025 – Candidatura per il miglior regista per Emilia Pérez
  - 2025 – Candidatura per la miglior sceneggiatura non originale per Emilia Pérez
  - 2025 – Miglior canzone originale per "El Mal" da Emilia Pérez